# Nová Ves u Nového Města na Moravě
Nová Ves u Nového Města na Moravě település Csehországban, a Žďár nad Sázavou-i járásban. Nová Ves u Nového Města na Moravě Radešínská Svratka, Křídla, Dlouhé, Nové Město na Moravě és Řečice településekkel határos. Lakosainak száma 670 fő (2024. január 1.).

## Népesség
A település lakosságának változását az alábbi diagram mutatja:
| Lakosok száma | 435  | 451  | 463  | 455  | 493  | 618  | 636  | 653  | 631  | 670  |
|               | 1869 | 1900 | 1921 | 1961 | 1980 | 2011 | 2016 | 2019 | 2021 | 2024 |